# Ann Hui
Ann Hui On-wah (chinois : 許鞍華 ; pinyin : Xǔ Ānhuá) est une réalisatrice et scénariste hongkongaise née en 1947. Elle est considérée comme l'une des meilleures cinéastes de la Nouvelle Vague hongkongaise.

## Biographie
Elle naît le 23 mai 1947 à Anshan en Mandchourie avant d'aller à Macao puis à Hong Kong à l'âge de 5 ans. Elle étudie la littérature comparée,à l'Université de Hong Kong jusqu'en 1972 où elle reçoit un Master avant d'aller étudier pendant deux ans à la London International Film School. De retour à Hong Kong en 1975, elle assiste King Hu,puis rentre à TVB et réalise des séries et documentaires en 16 mm, à la télévision. Elle réalise notamment des téléfilms commandés par la Commission de lutte contre la corruption. Elle réalise notamment Boy From Vietnam en 1978 qui marque le début de sa trilogie sur le Vietnam.
Hui quitte la télévision en 1978 pour réaliser son premier film The Secret, un thriller basé sur une histoire réelle de meurtre, avec la star taïwannaise Sylvia Chang. Le film est immédiatement considéré comme un important succès dans la nouvelle vague hong kongaise. Elle aborde les histoires de fantômes en 1981 avec The Spooky Bunch alors que The Story of Woo Viet continue sa trilogie vietnamienne et se retrouve sur le devant de la scène internationale en sélection à la Quinzaine des réalisateurs lors du Festival de Cannes en 1982.
Hui expérimente les angles audacieux et les effets spéciaux, mais on retient surtout sa préoccupation pour les questions sociales et politiques que l'on retrouve dans presque tous ses films. Ainsi Passeport pour l'enfer (Boat People), la dernière partie de sa trilogie vietnamienne est l'un de ses premiers films les plus connus, présenté cette fois Hors-Compétition en sélection officielle au Festival de Cannes de 1983. Il examine la situation des immigrants après la guerre du Viêt Nam.
Au milieu des années 1980, Hui poursuit son œuvre. Elle adapte un roman de Eileen Chang avec Love in a Fallen City en 1984. Elle poursuit les adaptations avec The Romance of Book & Sword (1987) et Princess Fragrance (1987) basés sur The Book and the Sword de Louis Cha.
En 1990, elle réalise un de ses films les plus importants, le semi-autobiographique Song of Exile,sur la perte d'identité et la détresse d'une mère exilée et de sa fille confrontées aux différences culturelles. Comme dans le film, la mère de Hui était japonaise.
Après un bref retour à la télévision, Hui revient en 1995 avec Neige d'été (Summer Snow) sur une femme essayant de s'en sortir entre les problèmes familiaux quotidiens et un beau-père atteint de la maladie d'Alzheimer. Josephine Siao remporte pour ce film l'Ours d'Argent de la meilleure actrice.
En 1997, elle reprend un autre roman de Eileen Chang avec Eighteen Springs sur des activistes chinois et hong-kongais des années 1970-90, qui est primé aux Golden Horse Awards.
En 2002, elle tourne July Rhapsody puis Goddess of Mercy en 2003 adapté d'un roman du romancier chinois Hai Yan.
En 2006 elle est présidente du jury du Festival international de Locarno.
En 2011, Une vie simple s'inspire d'une partie de la vie réelle du producteur Roger Lee, également scénariste, : c'est un succès public qui permet à l'actrice Deannie Yip de remporter la Coupe Volpi de la meilleure interprétation féminine à la Mostra de Venise.
Avec son film Our Time Will Come sorti en 2017, elle remporte pour la cinquième fois le prix du meilleur film au Hong Kong Film Critics Society Awards et pour la sixième fois le Hong Kong Film Award du meilleur réalisateur et le Hong Kong Film Award du meilleur film lors de la 37e cérémonie des Hong Kong Film Awards:

## Filmographie
- 1979 : The Secret
- 1980 : The Spooky Bunch
- 1981 : The Story of Woo Viet
- 1982 : Passeport pour l'enfer (Boat People)
- 1984 : Love in a Fallen City
- 1987 : The Romance of Book & Sword
- 1987 : Princess Fragrance (The Romance of Book & Sword, Part 2)
- 1988 : Starry Is the Night
- 1990 : My American Grandson
- 1990 : Swordsman
- 1990 : Song of Exile
- 1991 : Zodiac Killers
- 1993 : Boy and his Hero
- 1995 : Neige d'été
- 1996 : The Stunt Woman
- 1997 : As Time Goes by
- 1997 : Eighteen Springs
- 1999 : Qian yan wan yu
- 2001 : Visible Secret
- 2002 : July Rhapsody
- 2003 : Goddess of Mercy
- 2006 : The Postmodern Life of My Aunt
- 2008 : The Way We Are
- 2009 : Night and Fog
- 2010 : All About Love
- 2011 : Une vie simple
- 2012 : Beautiful 2012 - segment My Way
- 2014 : The Golden Era
- 2017 : Our Time Will Come
- 2020 : Love After Love
- 2020 : Septet: The Story of Hong Kong (segment Headmaster)

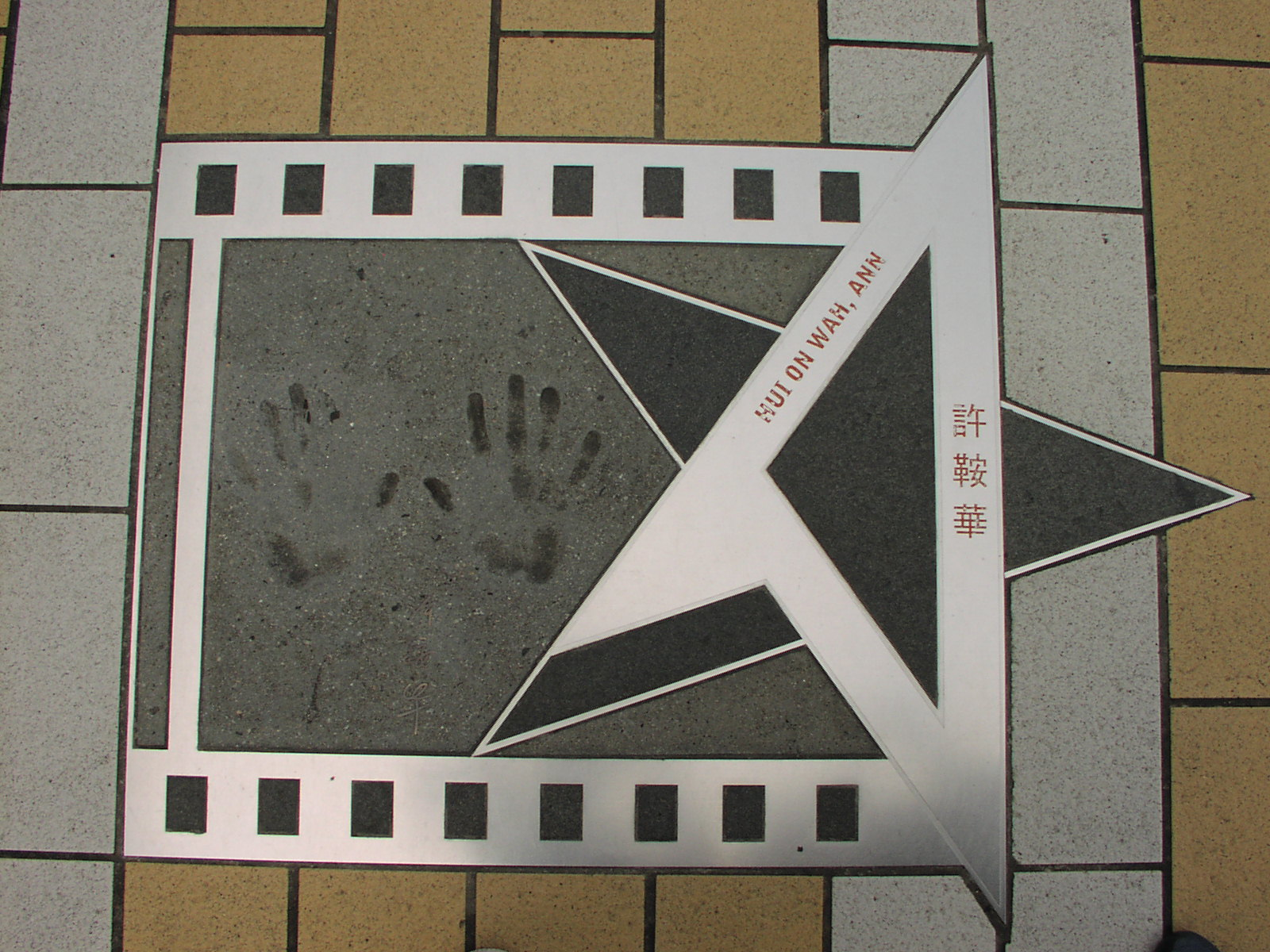
Empreintes sur l'avenue des stars à Hong Kong

- 2023 : Si (documentaire)

## Prix et distinctions

### Hong Kong Film Awards
- Hong Kong Film Award du meilleur réalisateur en 1983 pour Passeport pour l'enfer.
- Hong Kong Film Award du meilleur réalisateur en 1996 pour Neige d'été.
- Hong Kong Film Award du meilleur réalisateur en 2009 pour The Way We Are.
- Hong Kong Film Award du meilleur réalisateur en 2012 pour A Simple Life.
- Hong Kong Film Award du meilleur réalisateur en 2015 pour The Golden Era.
- Hong Kong Film Award du meilleur réalisateur en 2018 pour Our Time Will Come.
- Hong Kong Film Award du meilleur film en 1983 pour Passeport pour l'enfer.
- Hong Kong Film Award du meilleur film en 1996 pour Neige d'été.
- Hong Kong Film Award du meilleur film en 2000 pour Qian yan wan yu.
- Hong Kong Film Award du meilleur film en 2012 pour A Simple Life.
- Hong Kong Film Award du meilleur film en 2015 pour The Golden Era.
- Hong Kong Film Award du meilleur film en 2018 pour Our Time Will Come.

### Golden Horse Film Festival
- meilleur film en 1999 pour Qian yan wan yu.

### Golden Bauhinia Awards
- meilleur film en 1996 pour Summer Snow.
- meilleur réalisateur en 1996 pour Summer Snow.

### Hong Kong Film Critics Society Awards
- meilleur film en 1996 pour Neige d'été.
- meilleur film en 2008 pour The Postmodern Life of My Aunt.
- meilleur film en 2009 pour The Way We Are.
- meilleur film en 2011 pour Une vie simple.
- meilleur film en 2018 pour Our Time Will Come.
- meilleur réalisateur en 2002 pour Visible Secret.
- meilleur réalisateur en 2008 pour The Postmodern Life of My Aunt.
- meilleur réalisateur en 2009 pour The Way We Are.

### Autres
- Grand prix de la culture asiatique de Fukuoka en 2008.
- Mostra de Venise 2020 : Lion d'or pour la carrière